# 687
Năm 687 là một năm trong lịch Julius.